# Капелиан
Капелиа́н (лат. Capelianus) — губернатор римской провинции Нумидия во 2-й четв. III века и командующий армией, подавившей восстание Гордиана II Африканского в Год шести императоров.
Геродиан рассказывает, что у Капелиана была враждебность к Гордиану Африканскому из-за неуказанной судебной тяжбы. В 238 году Гордиан II, возглавивший восстание против императора Максимина I, сделался соправителем своего отца Гордиана I, проконсула карфагенской Африки, и приказал заменить Капелиана. Последний, однако, отказался покидать пост и повёл свой III Августов легион на Карфаген, где его численно превосходящие и хорошо обученные силы (Нумидия, в отличие от Карфагении, была хорошо вооружена для противодействия набегам берберов) легко победили сторонников Гордиана, погибшего в ходе сражения.
Затем Капелиан позволил своим солдатам свободно грабить карфагенскую Африку, надеясь сохранить их поддержку в расчёте на возможность самому сделаться императором. Такой возможности, по-видимому, никогда не возникало, поскольку с этого момента он больше не фигурирует в исторических записях. Вероятно, после гибели Максимина I Капелиан был также убит своими солдатами, расчитывавшими заслужить этим благосклонность нового императора Гордиана III (племянника Гордиана II), который тем не менее в 239 году расформировал III Августов легион, а его солдат отправил служить на германскую границу.